# Лозана (Павија)
Лозана је насеље у Италији у округу Павија, региону Ломбардија.
Према процени из 2011. у насељу је живело 112 становника. Насеље се налази на надморској висини од 139 м.